# Carol Louise Brown

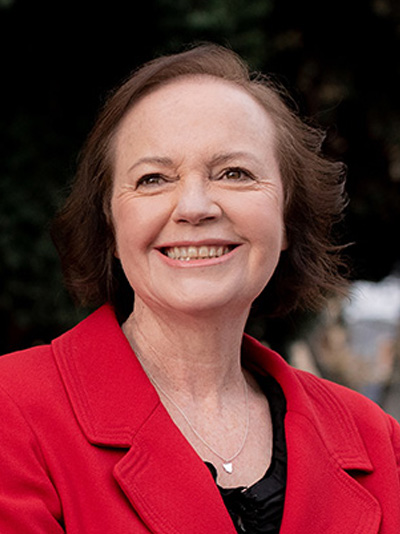
Carol Louise Brown

Carol Louise Brown (geboren am 19. Juli 1963 in Hobart, Australien) ist eine Politikerin der Australian Labor Party. Seit 2005 ist sie für Tasmanien Mitglied des Senats von Australien.

## Beruflicher Werdegang
Brown trat im Alter von 20 Jahren Labor bei. Von 1984 bis 1996 arbeitete sie als Angestellte der Partei und anschließend bis 1998 als Mitarbeiterin der Senatorin Susan Mackay. Es folgten verschiedene Tätigkeiten bei der tasmanischen Regierung.

## Politik
Nach Mackays Rücktritt wählte das tasmanische Parlament Brown am 25. August 2005 zu deren Nachfolgerin im australischen Senat. Das Mandat konnte sie bei den regulären Wahlen 2007, 2013 und 2016 verteidigen. Zu den Schwerpunkten ihrer Arbeit gehören soziale und gesundheitspolitische Themen. Sie gehört Parlamentariergruppen an, die sich mit der Bevölkerungsentwicklung Australiens beschäftigen, sich für die Bekämpfung von Parkinson und Arthritis einsetzen sowie Großeltern unterstützen, die ihre Enkelkinder großziehen. Sie ist auch Mitglied von EMILY’s List. Politisch zählt Brown zu Labor Left, der weiter links stehenden Faktion ihrer Partei.
Im Senat war Brown zwischen September 2010 und September 2013 stellvertretende Whip. Nach der verlorenen Parlamentswahl von 2013 berief sie der neue Oppositionsführer Bill Shorten in sein Schattenkabinett. Zunächst bearbeitete sie dort als Staatssekretärin die Familienpolitik sowie Fragen von Löhnen und Gehältern. Im Juli 2016 rückte Brown zu Schattenministerin auf und ist seither für Menschen mit Behinderung sowie Pflegepersonal zuständig.

## Privates
Brown lebt mit ihrem Partner und ihren zwei Kindern in Hobart. Allison Ritchie, ehemalige Abgeordnete im tasmanischen Parlament, ist ihre Nichte.